# Encino (Texas)
Encino é uma Região censo-designada localizada no estado norte-americano do Texas, no Condado de Brooks.

## Demografia
Segundo o censo norte-americano de 2000, a sua população era de 177 habitantes.

## Geografia
De acordo com o United States Census Bureau tem uma área de
17,5 km², dos quais 17,5 km² cobertos por terra e 0,0 km² cobertos por água. Encino localiza-se a aproximadamente 38 m acima do nível do mar.

## Localidades na vizinhança
O diagrama seguinte representa as localidades num raio de 36 km ao redor de Encino.